# Гней Генуций Авентиненсис
Гней Генуций Авентиненсис (на латински: Gnaeus Genucius Aventinensis) e политик на Римската република през 4 век пр.н.е.
Гней произлиза от плебейския клон Авентиненсис на патрицииската фамилия Генуции. Той е консул през 363 пр.н.е. с Луций Емилий Мамеркин.